# Mindanao

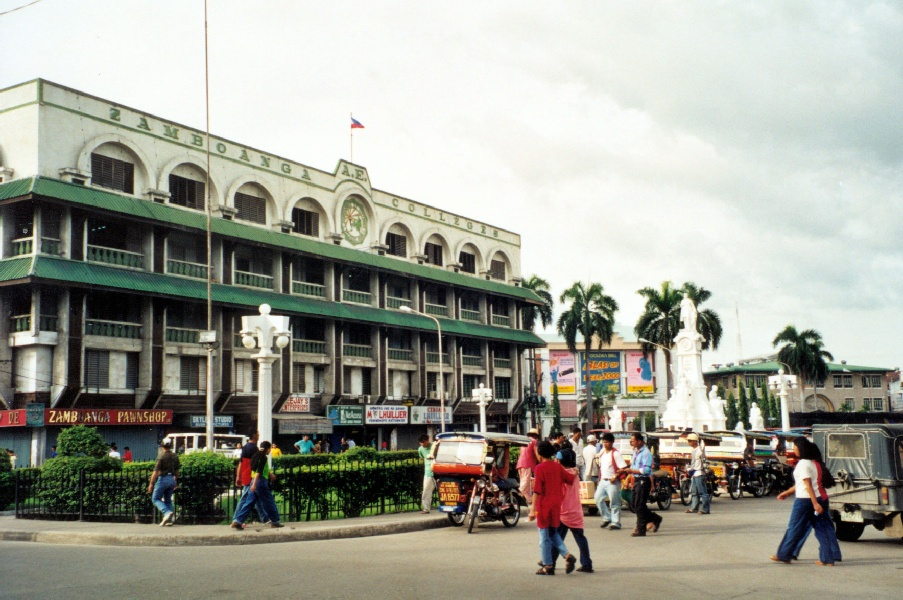
Zamboanga City

Mindanao ist die zweitgrößte Insel der Philippinen und deren südlichste Inselgruppe.

## Geographie
Die Insel bzw. die Inselgruppe Mindanao liegt zwischen der Sulusee im Westen und der Philippinischen See im Osten. Gemeinsam mit den beiden nördlicher gelegenen Inselgruppen Visayas und Luzon bildet Mindanao den Inselstaat der Philippinen.

### Insel Mindanao
Die Insel Mindanao ist mit einer Fläche von 94.630 km² nach Luzon die zweitgrößte Insel der Philippinen. Zusammen verfügen diese beiden Hauptinseln über etwa 2/3 der gesamten Landfläche der Philippinen mit über 70 % der Bevölkerung. Allein Mindanao hat etwa 22 Millionen Einwohner.
Größte Stadt auf Mindanao ist Davao City. Die höchsten Erhebungen der Insel und des gesamten Staates sind der südlich von Davao City gelegene Apo mit 2954 m und der 2938 m hohe Dulang-dulang. Auf Mindanao befindet sich auch der Berg Sumagaya, wo 1998 bei einem der schwersten Flugunfälle des Landes 104 Menschen starben.

### Inselgruppe Mindanao
Zur Inselgruppe gehören folgende Inseln und Inselgruppen:
- Mindanao (Hauptinsel)
- Sulu-Archipel (Basilan, Jolo, Tawi-Tawi)
- Camiguin
- Dinagat
- Siargao
- Samal-Insel
- Sarangani
- Balut-Insel
- Bucas Grande
- Britania-Inselgruppe

## Provinzen
Mindanao ist in fünf Regionen aufgeteilt, diese wiederum in Provinzen:
- Region IX (Zamboanga Peninsula): Zamboanga del Norte, Zamboanga del Sur, Zamboanga Sibugay
- Region X (Northern Mindanao): Camiguin, Misamis Occidental, Misamis Oriental, Bukidnon, Lanao del Norte
- Region XI (Davao-Region): Davao del Norte, Davao del Sur, Davao de Oro, Davao Occidental, Davao Oriental
- Region XII (SOCCSKSARGEN): South Cotabato, Cotabato, Sultan Kudarat, Sarangani
- Region XIII (Caraga): Agusan del Norte, Agusan del Sur, Dinagat, Surigao del Norte, Surigao del Sur

- Die oben nicht genannten Provinzen Maguindanao und Lanao del Sur zählen zur Region ARMM (Autonomous Region in Muslim Mindanao), welche 1989 neugebildet wurde und der darüber hinaus auch die noch südlicher liegenden Inselprovinzen Basilan, Sulu und Tawi-Tawi angehören.

## Geschichte

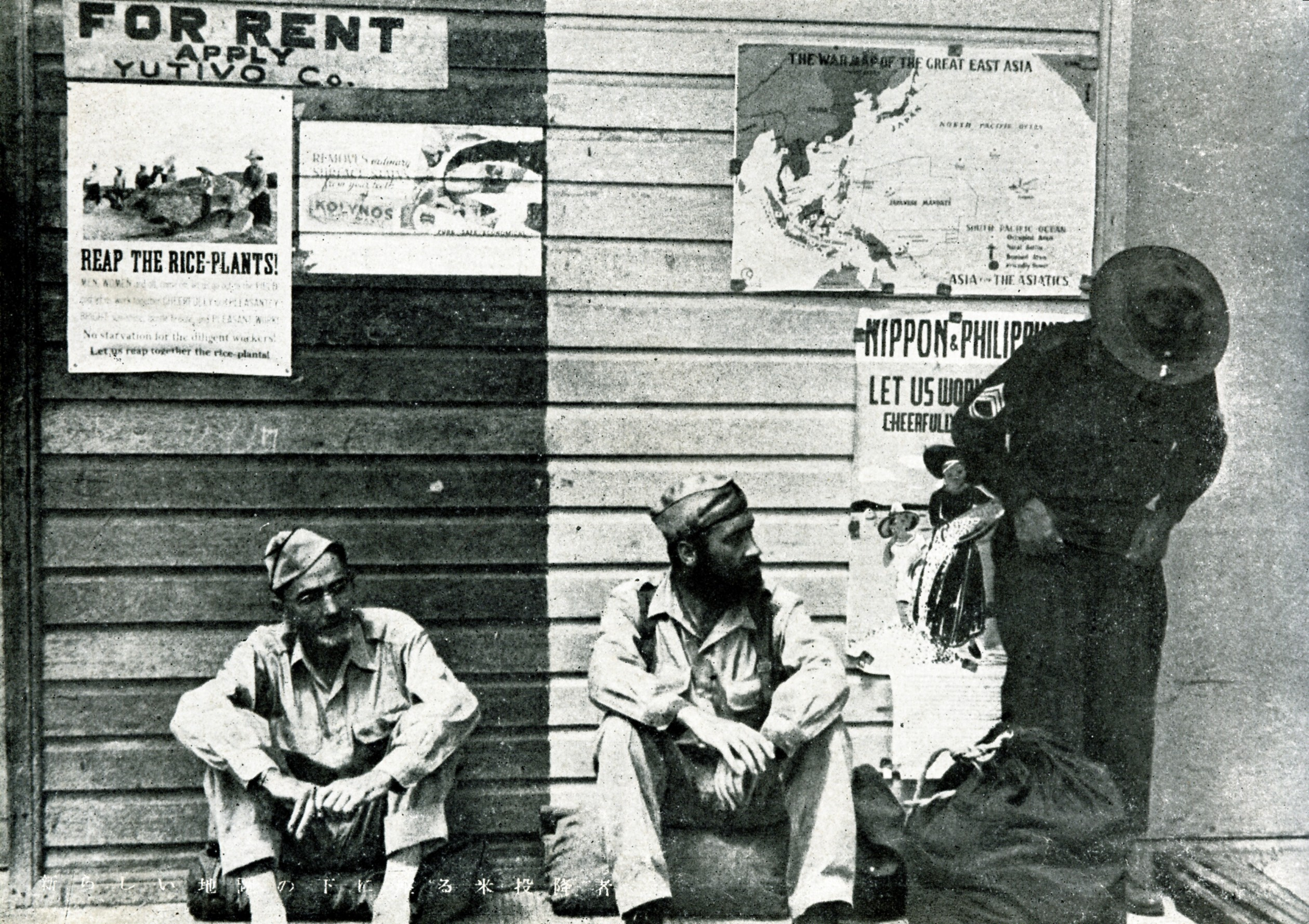
Durch Japan gefangene US-Soldaten

1976 wurden in Butuan City im Stadtteil Libertad 600 Jahre alte Reste von Balangay genannten großen hochseetüchtigen Booten gefunden. Nach weiteren archäologischen Ausgrabungen von Butuan wurden auch die Umrisse einer vorkolonialen Hafenanlage, Skelette und wertvolle Grabbeigaben entdeckt, die die Vermutung zu bestätigen scheinen, dass Butuan die älteste befestigte Siedlung auf den Philippinen ist.
Der Islam kam im 14. Jahrhundert in Mindanao an und verbreitete sich im südlichen Teil der Insel. Das Sultanat von Sulu wurde 1450 gegründet und bestand bis ins frühe 20. Jahrhundert. Das Sultanat von Maguindanao hatte um 1690 seine große Zeit.
Insgesamt ist die Geschichte Mindanaos wie die des gesamten Archipels der Philippinen wechselhaft und von Konflikten und Kolonisation geprägt. Nach Jahrhunderten spanischer Herrschaft fiel die Insel an die USA. Mindanao selbst war zu dieser Zeit noch vergleichsweise dünn besiedelt, jedoch war die Region durch ihre Naturschätze wirtschaftlich von höchstem Interesse. Um die Kontrolle über die zu dieser Zeit bestehenden Sultanate Sulu und Maguindanao zu erlangen, begannen lange Konflikte um Landrechte und Bodenschätze; es gab de facto eine Enteignung der örtlichen Bevölkerung. Obendrein wurde jegliche Landvergabe durch die herrschenden Sultane von der Zentralregierung in Manila für nichtig erklärt.
In den 1950er Jahren wurde die systematische Einwanderung christlicher Siedler nach Mindanao durch die philippinische Zentralregierung in Manila gefördert. Die muslimischen Einwohner wurden damit in ihren angestammten Gebieten zur Minderheit. Die Muslime leben vornehmlich im Süden der Insel; dort treten auch immer wieder Rebellen in Erscheinung. Die Nationale Befreiungsfront der Moros (MNLF) setzt sich für einen autonomen muslimischen Staat ein, der aus den Inseln Mindanao, Palawan und dem Sulu-Archipel bestehen soll. Obwohl am 2. September 1996 bereits einmal ein Friedensabkommen zwischen dem damaligen Präsidenten Ramos und den Rebellenführern geschlossen wurde, flammen immer wieder Unruhen auf. Die Moro Islamische Befreiungsfront (MILF) und Abu Sajaf machten durch terroristische Taten, beispielsweise durch die Entführung ausländischer Touristen auf der Insel Jolo im Jahre 2000, auf sich aufmerksam (siehe Entführungsfall Abu Sajaf). 
Im Oktober 2012 schloss die philippinische Regierung (GPH) nach der Unterzeichnung des sogenannten Framework Agreement on the Bangsamoro (FAB) Frieden mit der Moro Islamischen Befreiungsfront. Die FAB-Rahmenvereinbarung war das Ergebnis der 32. Friedensgespräche zwischen der GPH  und MILF und gilt als eine Art Fahrplan für die Gründung einer neuen geplanten autonomen Region, genannt Bangsamoro, die die aktuelle „Autonome Region Muslim Mindanao“ (ARMM) ersetzen soll.

## Sprache
Auf Mindanao werden zahlreiche eigenständige Sprachen, Cebuano, Chabacano, Tausūg, Maguindanao, Bisaya, Hiligaynon und oftmals auch Englisch, insbesondere als Geschäfts- und Bildungssprache, gesprochen.

## Religionen

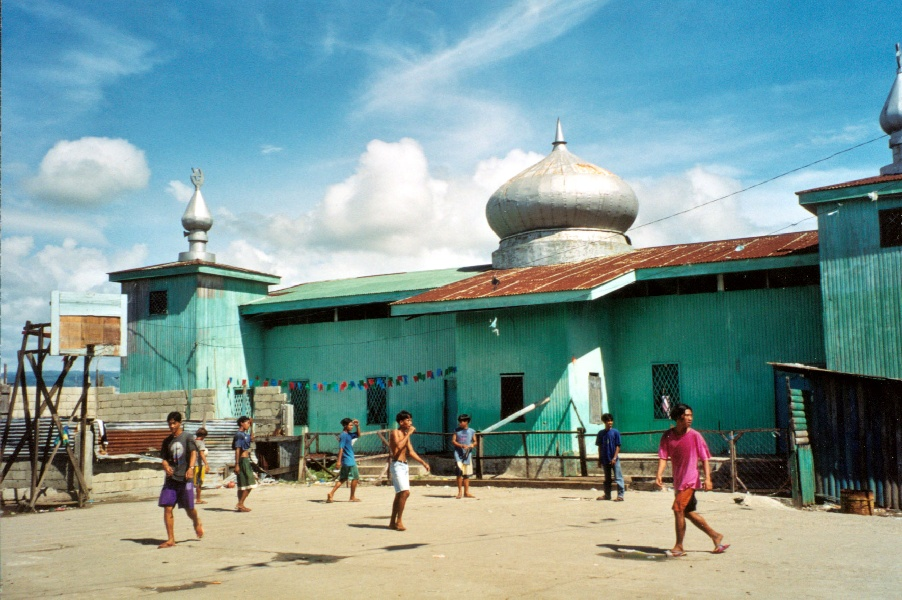
Moschee auf Basilan

Ca. 72 % der Bewohner Mindanaos sind Christen, darunter 60,9 % katholisch, 2,16 % unabhängig katholisch und 5,34 % protestantisch, ca. 20,44 % sind Muslime. Damit hat Mindanao landesweit den größten Anteil an islamischen Gläubigen, die vornehmlich im Süden und Westen der Insel leben.
Die weder vom Christentum noch vom Islam beeinflussten Stämme werden Lumad genannt, sie pflegen traditionelle Religionen, die man als animistisch bezeichnen kann. Die restlichen fünf Prozent entfallen auf sie, auf andere Religionen oder auf Bekenntnislose.

## Wirtschaft
Auf Mindanao trägt der Dienstleistungssektor den größten Anteil der Wirtschaftsleistung.

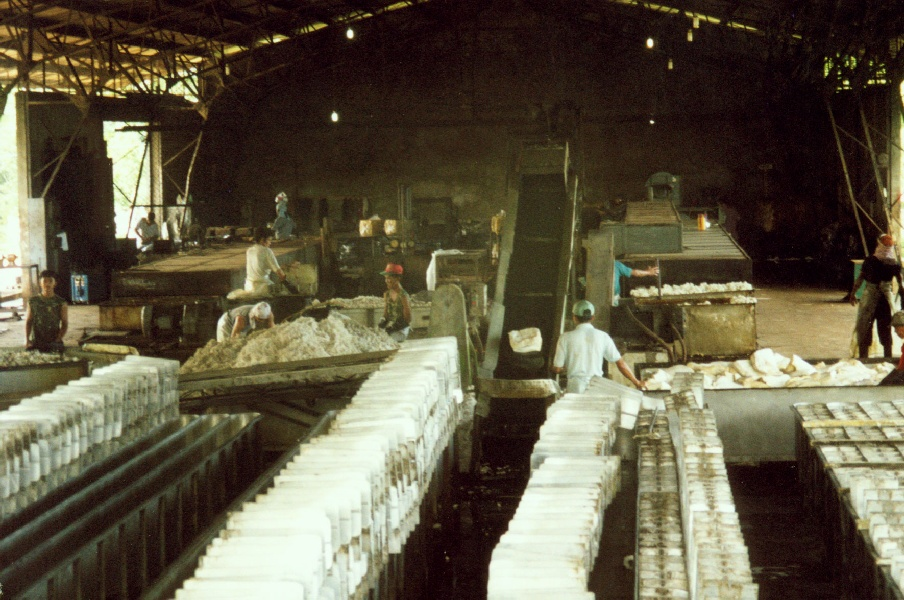
Latexfabrik auf Basilan

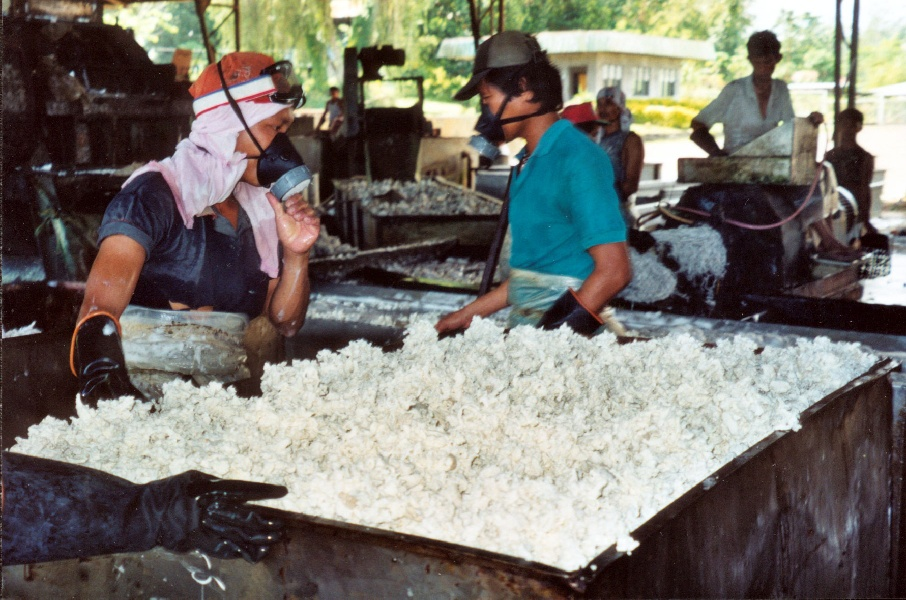
Latexproduktion

Wie in weiten Teilen des südostasiatischen Archipels wird auch auf Mindanao Reis angebaut, trotzdem deckt die Eigenproduktion nicht den wachsenden Verbrauch der Bevölkerung. Außerdem werden Weizen, Kaffee, Zuckerrohr und Baumwolle angebaut. Die Früchte Mango, Kokosnuss, Bananen, Ananas und Papaya spielen landwirtschaftlich ebenfalls eine Rolle, ebenso der essbare Eibisch. Des Weiteren gibt es Gummibaumplantagen, Okra, Camote und die Abacá-Pflanze, eine Bananenart, aus deren Fasern „Manilahanf“ gewonnen wird.
Wirtschaftlich bedeutend sind die, teilweise noch unerschlossenen, Bodenschätze; beispielsweise sind die Philippinen Asiens wichtigster Goldproduzent. Außer Gold kommen auf Mindanao auch die Metalle Kupfer, Aluminium, Nickel, Mangan, Eisenerz, Chromeisenerz, Silber und Cobalt vor. Nichtmetallische Bodenschätze sind Lehm, Steine, Sand, Kalkstein, Salz, Kies, Basalt, Andesite, Quarz, Guano, und auch Opale.

## Sehenswürdigkeiten

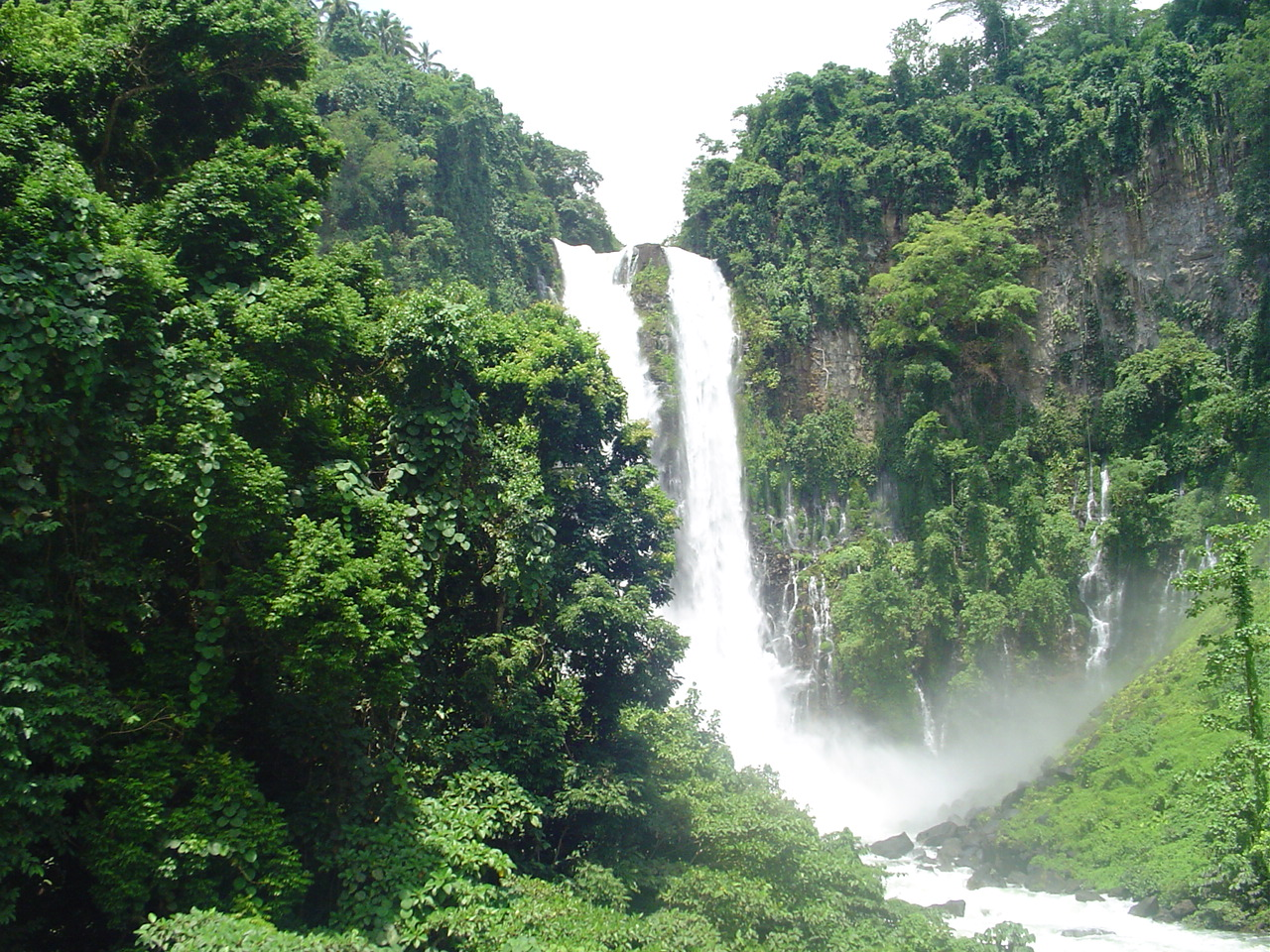
María-Cristina-Wasserfälle

Auf der großen Insel Mindanao gibt es eine ganze Reihe touristisch interessanter Orte, z. B. Wasserfälle wie die Cotabato-Wasserfälle, die Maria-Cristina-Wasserfälle (Twin Falls), der Abaga-Wasserfall, Lumakot oder die Cathedral-Wasserfälle. In der Provinz Zamboanga del Norte gibt es an der Sinipang-Bucht viele Strände und Korallen. Auch in anderen Provinzen gibt es berühmte Strände wie z. B. Apo Beach, Talomo Beach, Mabua Beach, Tandag Beach oder Tanbis Beach. Mindanao besitzt eine große Anzahl von Binnenseen, die eine Vielzahl von verschiedensten Ökosystemen präsentieren. Der größte See ist der Lanao-See, südwestlich von ihm liegen der 120 Meter tiefe Dapao-See und der Wood-See. Im Nordosten Mindanaos liegt der zweitgrößte Binnensee Mindanaos, der Mainit-See. An den Ausläufern der Ligawasan Flusslandschaften im Südosten des Zentralen Mindanao Basins liegt der drittgrößte Binnensee Mindanaos, der Buluan-See. Südlich von ihm liegt der von tropischem Regenwald umgebene Sebu-See in dem bis zu 2.083 Meter hohen Daguma-Gebirge. Östlich des Sebu-Sees liegt der größte Kratersee Mindanaos auf dem Gipfel des 1.824 Meter hohen Berg Parker. Weitere Sehenswürdigkeiten sind der Bukagan-Hügel, das Fort Pilar, die Macahambus-Höhle, die Aguinaldo-Perlenzuchtfarm, die Atlas-Minen, die Firma Dole, die Santos-Fischteiche und der eiserne Berg. Für Wanderfreunde ist eine viertägige Besteigung des Bergs Apo eine Herausforderung. Weiterhin sehenswert ist die nördlich gelegene Insel Camiguin mit ihren sieben Vulkanen.
Historisch bedeutend sind die Funde der archäologischen Ausgrabungsstätte Butuan City, die seit 2006 auf der Vorschlagsliste der Philippinen zur Aufnahme in die Welterbeliste der UNESCO steht. An der Ostküste von Mindanao liegen die Britania-Inseln und die Pujada Bay.